# Барнард (марсіанський кратер)
Барнард (англ. Barnard) — кратер на Марсі, що розташований на 61.1° південної широти й 61.6° східної довготи. Кратер Барнарда більшою мірою лежить у квадранглі Hellas, хоча східна частина його виступає в квадранглі Noachis. Діаметр ≈ 125 км. Його було названо 1973 року на честь Е.Е. Барнарда.

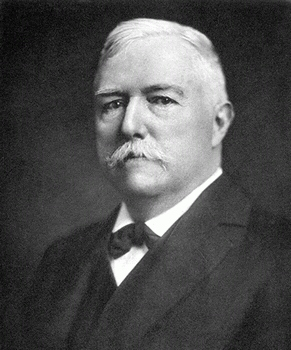
Едвард Емерсон Барнард — американський астроном, член Національної академії наук США.
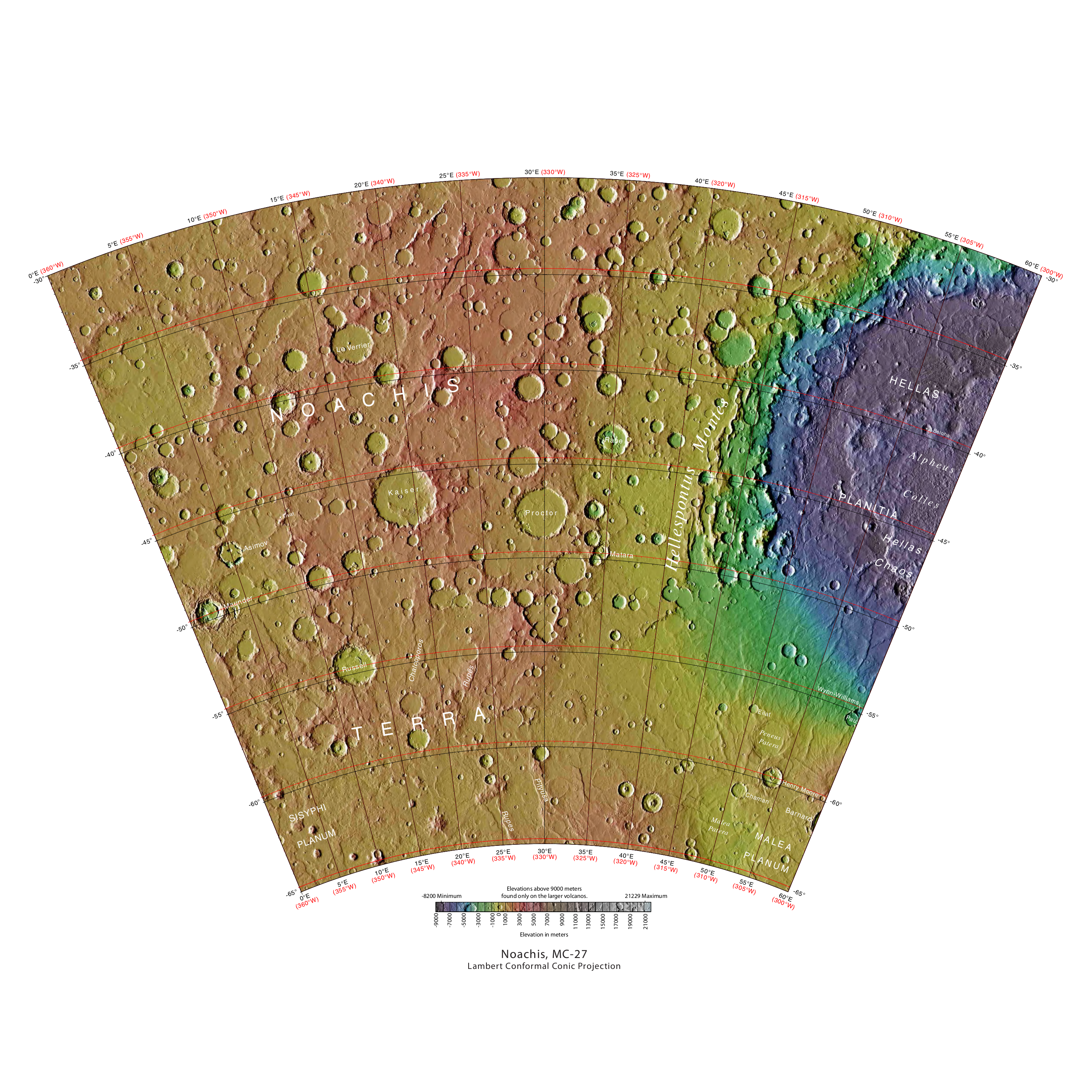
Квадрангл Noachis. Кратер Барнарда лежить праворуч унизу.
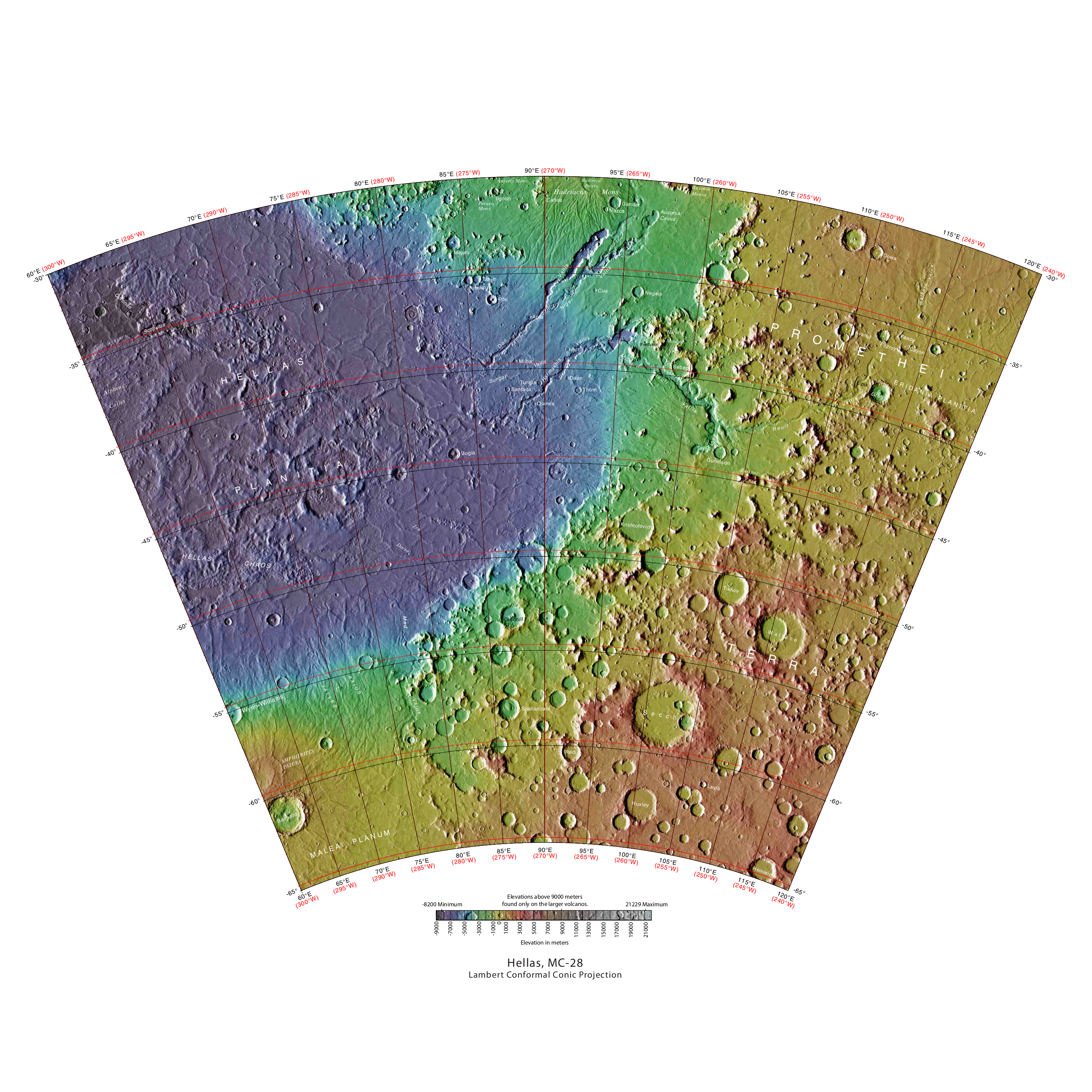
Квадрангл Hellas. Кратер Барнарда лежить ліворуч унизу.
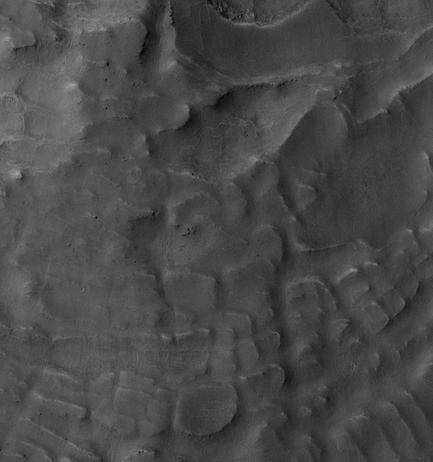
Дивний ландшафт на поверхні кратера Барнарда.